# 野部利雄
野部 利雄（のべ としお、1957年1月18日 - ）は、日本の漫画家。栃木県宇都宮市出身。和光大学卒。
1979年、第18回手塚賞佳作受賞（『花と嵐がいく』）。同期受賞者に北条司、藤原カムイ。
ラブコメ、ファンタジー、美少女SF、ボクシング漫画等の長編を好んで執筆する。読者の期待を裏切らない類型的なパターンを踏襲したストーリー展開と、昭和50年代風のペンタッチを基調とする絵柄が特徴。代表作に『わたしの沖田くん』など。

## 作品リスト
- わたしの沖田くん （週刊ヤングジャンプ 1980年 - 1984年）
- 弥生の大空 （週刊ヤングジャンプ 1984年 - 1986年）
- ミュウの伝説 （少年ビッグコミック 1985年 - 1987年 → ヤングサンデー 1987年）
- のぞみ♡ウィッチィズ （週刊ヤングジャンプ 1986年 - 1996年）
1990年に映画化され、OVA化もされた。
- 妖精大戦NOA （週刊ヤングジャンプ 1997年 - 1999年）
- Monacoの空へ （週刊ヤングジャンプ 1999年 - 2005年）
  - Monacoの空へ2 ALAS〜輝ける翼〜 （週刊ヤングジャンプ 2005年 - 2007年）
- タイムスリッパー -YUKIの跳時空- （月刊ヤングジャンプ 2008年 - 2009年）
- YOUKIの直球 （週刊ヤングジャンプ 2010年 - 2011年）
- マウンドファーザー （ビッグコミック増刊、ビッグコミック 2012年 - 2015年）
- RISING - 短編集
- 野部利雄選集 - 短編集

## その他
- 『のぞみウィッチィズ』と『妖精大戦NOA』の連載中に、それぞれの作品の主人公の名前の元になった作家（司馬遼太郎・星新一）が死亡している。
- 常勤のアシスタントが10人前後と大変多い（通常は2 - 3人程度）。

## アシスタント
- 中原裕
- 椎名高志 - 『のぞみ♡ウィッチィズ』ではオリンピック編でモブを担当。試合を観戦するモブというにはかなり個性的なキャラを描いている。
- モリ淳史
- 浦沢直樹
- 矢野健太郎
- 山内繁利
- 吉田ひろゆき